# Joseph Savage
Pour les articles homonymes, voir Savage.
Joseph Knebel Savage, né le 21 mai 1879 à New York (État de New York) et mort le 10 mars 1956 à Asbury Park (New Jersey), est un patineur artistique américain qui participe à des compétitions en couple artistique et en danse sur glace. Il est champion des États-Unis en danse sur glace en 1936 avec sa partenaire Marjorie Parker.

## Biographie

### Carrière sportive
Joseph Savage participe à des compétitions en couple artistique et en danse sur glace, principalement dans les années 1930, alors qu'il est quinquagénaire.
En couple artistique, il patine d'abord avec Edith Secord (1929-1930), puis avec Gertrude Meredith (1932-1933). Avec ses deux partenaires, il obtient quatre médailles de bronze aux championnats nationaux.
En danse sur glace, il patine avec Marjorie Parker (1936-1937) avec qui il devient le premier champion des États-Unis de la discipline en 1936, Katherine Durbrow (1938), Nettie Prantel (1939), puis de nouveau avec Marjorie Parker (1943).
Il travaille également au sein d'une ancienne discipline, appelée quartettes, qui se patinaient à quatre (deux messieurs et deux dames), et participent notamment aux championnats nord-américains en 1935, 1937 et 1939.
Il quitte les compétitions amateurs en 1943 à l'âge de 64 ans !
Joseph Savage est également administrateur dans plusieurs organisations de patinage artistique. Il est successivement président de la branche américaine de l'Union internationale de patinage (1923-1924), vice-président de l'Union de patinage amateur des États-Unis, l'ancêtre de la fédération américaine de patinage (1928-1929) puis président de cette Union de patinage amateur des États-Unis (1929-1930). Il passe aussi du temps à promouvoir les sports du patin à roulettes et du patinage de vitesse. Loin de la glace, il exerce le métier d'avocat à New York au sein du cabinet Emmett, Marvin & Martin.

### Hommage
Joseph Savage est intronisé au Temple de la renommée du patinage artistique américain en 2009.

## Palmarès

### En couple artistique
Avec deux partenaires :
- Edith Secord (2 saisons : 1929 et 1930)
- Gertrude Meredith (2 saisons : 1932 et 1933)

| Compétition                     | 1929 | 1930 |  | 1931 | 1932 | 1933 |  |  |  |  |  |  |  |  |
| Jeux olympiques d'hiver         |      |      |  |      | 7e   |      |  |  |  |  |  |  |  |  |
| Championnats du monde           |      | 8e   |  |      |      |      |  |  |  |  |  |  |  |  |
| Championnats d'Amérique du Nord |      |      |  |      |      | 5e   |  |  |  |  |  |  |  |  |
| Championnats des États-Unis     | 3e   | 3e   |  |      | 3e   | 3e   |  |  |  |  |  |  |  |  |
|                                 |      |      |  |      |      |      |  |  |  |  |  |  |  |  |

### En danse sur glace
Avec trois partenaires :
- Marjorie Parker (2 saisons : 1936 et 1937)
- Katherine Durbrow (1 saison : 1938)
- Nettie Prantel (1 saison : 1939)
- Marjorie Parker (2de fois) (1 saison : 1943)

| Compétition                 | 1936 | 1937 |  | 1938 |  | 1939 |  | 1940 | 1941 | 1942 | 1943 |  |  |  |
| Championnats des États-Unis | 1er  | 2e   |  | 2e   |  | 2e   |  |      |      |      | 2e   |  |  |  |
|                             |      |      |  |      |  |      |  |      |      |      |      |  |  |  |